# Stéphanie Mörikofer
Stéphanie Mörikofer, née en 1943 à Coire, est une personnalité politique suisse, membre du Parti radical-démocratique.
Elle est la première femme membre du Conseil d'État du canton d'Argovie, où elle dirige le département de la santé de 1993 à 1999.

## Biographie

### Origines et famille
Stéphanie Mörikofer naît Stéphanie Zwez en 1943 à Coire, dans le canton des Grisons,. Sa sœur cadette est la critique en arts visuels Annelise Zwez (de). Leur père, Georges Zwez, est pasteur ; leur mère est née Marie-Louise Irlet.
Mariée à un banquier et mère de deux enfants, elle habite depuis 1976 à Kaiseraugst.

### Études et parcours professionnel
Après ses écoles primaires et secondaires à Schaffhouse, elle fait des études de biologie à l'École polytechnique fédérale de Zurich de 1962 à 1966. Elle occupe ensuite à partir de 1967 un poste d'assistante à l'Université de Berne , où elle obtient un doctorat en 1972,.
Elle enseigne la chimie à l'école cantonale de Schaffhouse de 1973 à 1976, puis occupe un poste de collaboratrice scientifique à l'Université de Bâle de 1977 à 1990, période au cours de laquelle elle obtient son habilitation (1985). Elle y est ensuite maître d'enseignement et de recherche en biochimie jusqu'en 1993.

### Parcours politique
Elle adhère au Parti radical-démocratique en 1973.
Elle est membre du Grand Conseil du canton d'Argovie de 1985 à 1993.
Elle est candidate au Conseil d'État du canton d'Argovie lors des élections de 1984, qui voient le retrait du radical Victor Rickenbach (de) et du socialiste Arthur Schmid (fils) (de). Elle est élue au second tour, le 20 décembre 1992, parvenant à conserver le deuxième siège de son parti attaqué par l'UDC Ernst Hasler (34 140 voix contre 19 211). Elle est réélue le 1er décembre 1996 au premier tour aux côtés des quatre autres sortants, mais en dernière position (37 594 voix contre 43 115 au quatrième élu, l'UDC Ulrich Siegrist (de)) lors d'une élection marquée par une morne campagne, un faible taux de participation (27,8 %) et un nombre élevé de bulletins blancs.
Première femme à siéger au sein de ce gouvernement cantonal et à le présider en 1997-1998, elle y dirige le département de la santé de 1993 à 1999, puis le département des finances de 1999 à 2001. À la santé, elle décide notamment de ne pas développer la chirurgie cardiaque à l'Hôpital cantonal d'Aarau (de), de ne plus se fonder sur les directives la Conférence suisse des institutions d'action sociale pour fixer le montant de l'aide sociale et ne de plus verser automatiquement la réduction des primes d'assurance-maladie aux assurés mais uniquement sur demande. Elle s'oppose par ailleurs au projet d'assurance-maternité rejeté en votation en 1999, privilégiant des mesures plus ciblées en faveur des familles à faible revenu. Aux finances, elle doit défendre la rigueur budgétaire, notamment pour les salaires des 16 000 employés de l'État, et doit faire face à leurs manifestations de mécontentement.
Elle n'est pas réélue pour un troisième mandat lors des élections de novembre 2000, perdant son siège au profit du Parti démocrate-chrétien qui place un second candidat non officiel en la personne de Rainer Huber (de). Elle est le premier conseiller d'État sortant du canton, du moins des 100 dernières années, à ne pas être réélu. Elle atteint certes la majorité absolue, mais termine avec 49 731 voix à 2 634 suffrages du cinquième et dernier élu, Rainer Huber.

### Autres activités et fonctions
Elle est présidente de l'association suisse d'aide et de soins à domicile (de) à partir de 2002.